# Jezioro Złotnickie
Jezioro Złotnickie (niem. Talsperre Goldentraum) – zbiornik zaporowy (jezioro zaporowe) na rzece Kwisie, między Gryfowem Śląskim a Leśną.
Powstało w wyniku przegrodzenia rzeki zaporą poniżej Gryfowa Śląskiego w roku 1924. Pojemność zbiornika to 12,4 mln m³, a powierzchnia – 120 ha. Podstawowym zadaniem zbiornika jest retencja oraz produkcja energii elektrycznej. Nad jeziorem znajduje się kilka pól namiotowych, wypożyczalni sprzętu pływającego i ośrodków wypoczynkowych.
Znajduje się tu również skradziony lew ze Starościńskich Skał – Strużnica, Rudawy Janowickie.

## Linki zewnętrzne

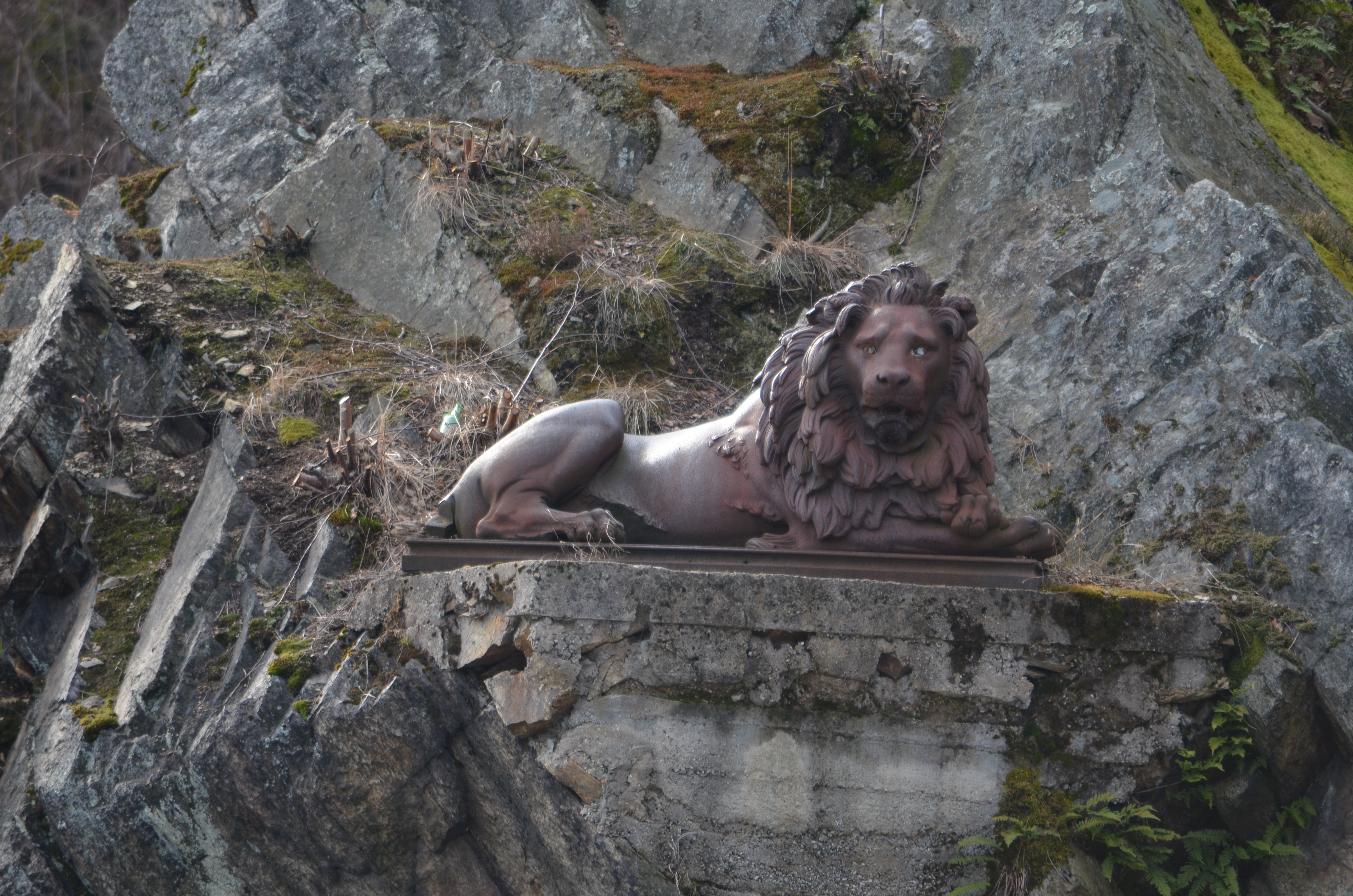
Skradziony lew ze Starościńskich Skał (Strużnica-Karpniki Fischbach) – Mariannenfels)

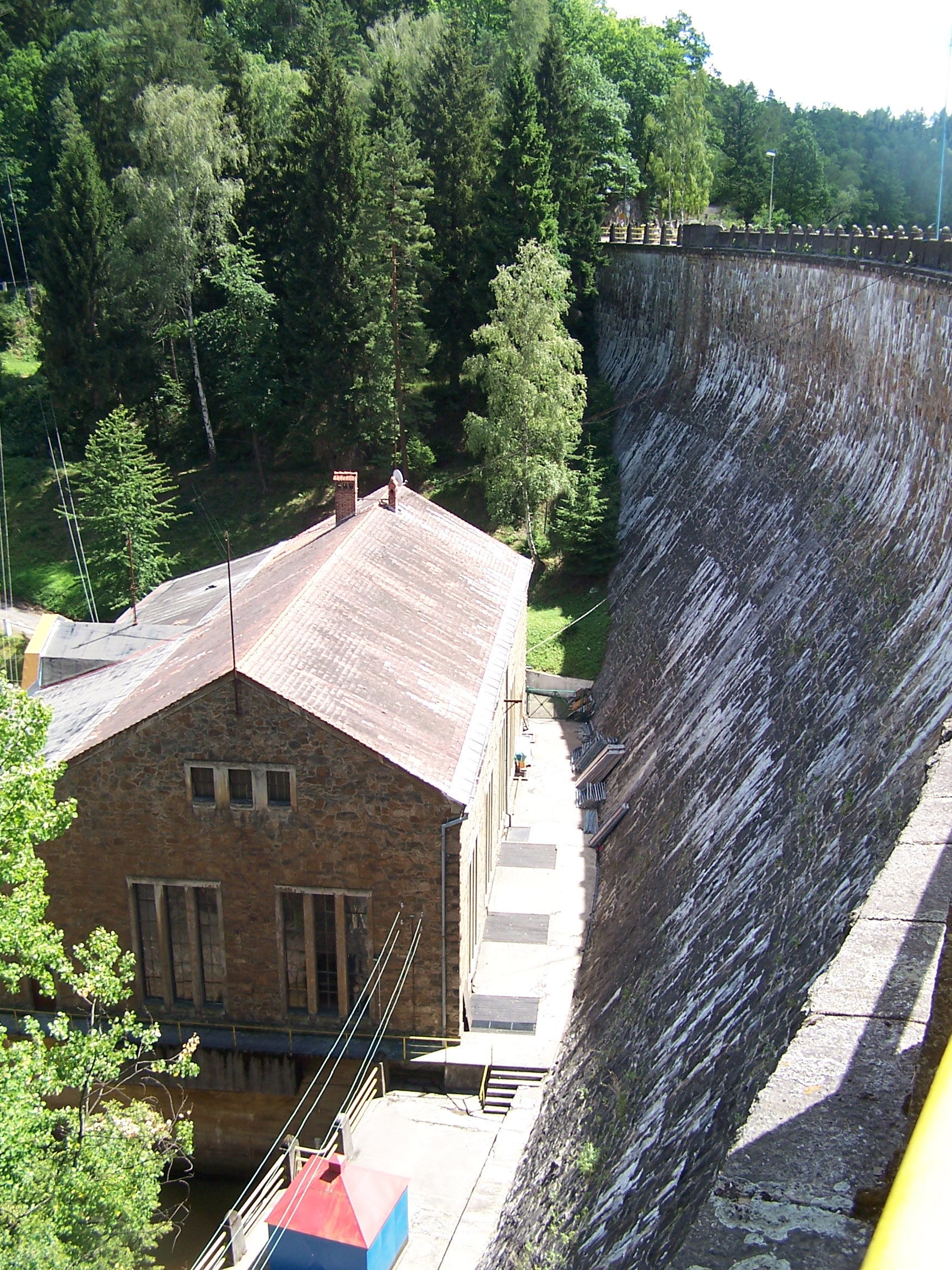
Zapora na Jeziorze Złotnickim